# Rafa Gálvez
Rafael Gálvez Cerrillo, detto Rafa (Cordova, 20 giugno 1993), è un calciatore spagnolo, centrocampista o difensore del Sestao River.